# Хермаринген
Хермаринген (нем. Hermaringen) — община в Германии, в земле Баден-Вюртемберг. 
Подчиняется административному округу Штутгарт. Входит в состав района Хайденхайм.  Население составляет 2313 человек (на 31 декабря 2010 года). Занимает площадь 15,26 км².

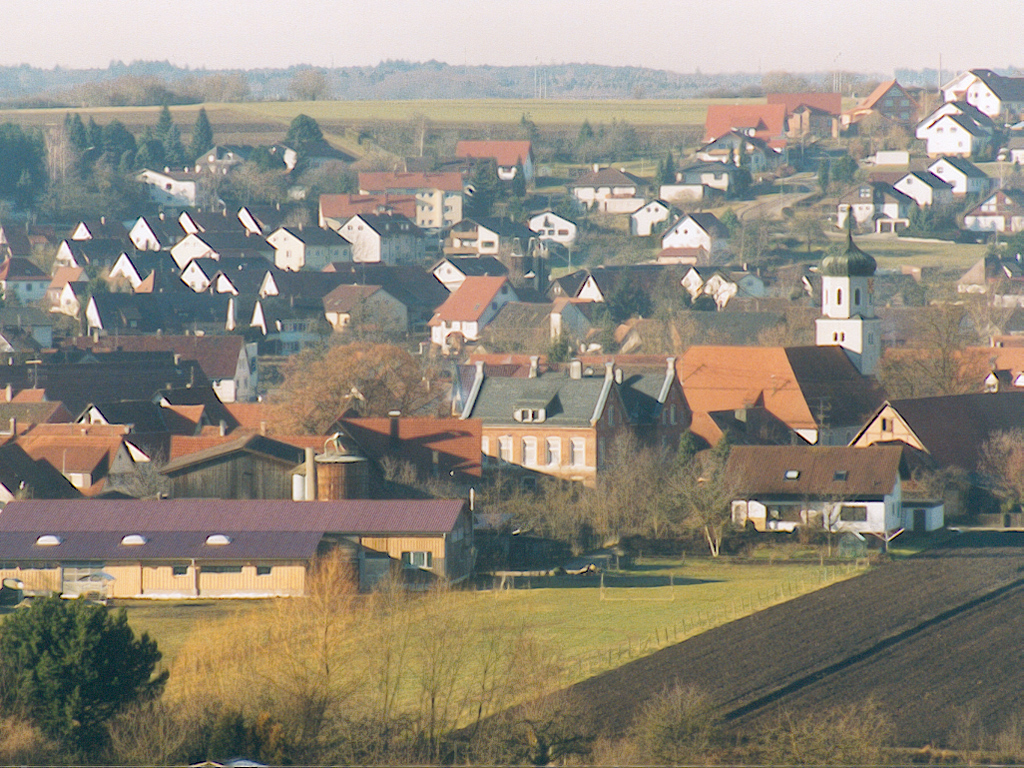
Хермаринген